# Bhakti Sharma
Bhakti Sharma (sinh ngày 30 tháng 11 năm 1989) là một vận động viên bơi lội ngoài trời người Ấn Độ.
Sharma là người phụ nữ châu Á đầu tiên và là người trẻ nhất trên thế giới lập kỷ lục bơi ngoài trời ở vùng biển Nam Cực. Sharma bơi 1,4 dặm (2,3 km) trong 41,14 phút, ở nhiệt độ 1 °C (34 °F), phá vỡ hai kỷ lục trước đó do hai vận động viên Lynne Cox của Hoa Kỳ và Lewis Pugh của Vương quốc Anh nắm giữ. Bhakti Sharma cũng từng bơi ở tất cả năm đại dương trên thế giới cũng như tám vùng biển và kênh đào khác. Cô được trao giải thưởng Tenzing Norgay National Adventure năm 2010.

## Đầu đời
Sharma sinh ra ở Mumbai và lớn lên ở Udaipur, Rajasthan. Cô có bằng thạc sĩ Quản lý Truyền thông của Trường Thông tin Truyền thông Symbiosis và bằng cử nhân Thương mại của Đại học Mohan Lal Sukhadia, Udaipur, Rajasthan.

## Sự nghiệp bơi lội
Sharma bắt đầu tập bơi từ lúc mới 2 tuổi rưỡi. Cô được chính mẹ ruột là bà Leena Sharma huấn luyện. Sau khi tham gia nhiều cuộc thi cấp địa phương và cấp nhà nước, cô có lần bơi đầu tiên dưới biển vào năm 2003. Sharma bơi liên tục 16 km từ cảng Uran đến Gateway của Ấn Độ. Lúc đó, cô mới 14 tuổi.
Cùng với mẹ, một huấn luyện viên bơi lội và người bạn Priyanka Gehlot, Bhakti giành kỷ lục châu Á khi cùng đội bơi tiếp sức nữ gồm 3 thành viên bơi xuyên qua eo biển Manche. Năm 2008, cô chia sẻ kỷ lục thế giới với mẹ mình khi trở thành cặp mẹ con đầu tiên bơi qua eo biển này.
Sharma là người thứ ba trên thế giới từng bơi ở Bắc Băng Dương và gần đây là biển Nam Cực để trở thành người trẻ nhất từng bơi trong cả năm đại dương, một kỳ tích khiến Thủ tướng Narendra Modi phải khen ngợi.
Sau hơn 10 năm, sự nghiệp bơi lội của Sharma đạt nhiều thành tích đáng khen ngợi với một số cột mốc quan trọng như sau:
- Ngày 6 tháng 7 năm 2006: Băng qua eo biển Manche trong thời gian 13 giờ 55 phút ở tuổi 16 từ Bãi biển Shakespeare, thị trấn Dover, Anh đến Calais, Pháp.[5]
- 2006: Chiến thắng cuộc thi bơi ở Hồ Zurich.[6]
- 2007: Tại Giải vô địch bơi lội nước Mỹ tổ chức ở bãi biển Fort Myers, Florida, Sharma bơi 25 km xuyên qua Vịnh Mexico.[7]
- 2007: Hoàn thành cuộc thi bơi vòng quanh tảng đá ở (Alcatraz), Thái Bình Dương với quãng đường 6,5 km.[8]
- 2007: Giành huy chương vàng trong cuộc thi bơi marathon quanh đảo Key West, Đại Tây Dương, biến cô trở thành vận động viên bơi lội châu Á đầu tiên tham gia ba sự kiện bơi lội lớn của Mỹ.[9]
- 2007: Vượt qua eo biển Gibraltar trên biển Địa Trung Hải tại Tarifa, Tây Ban Nha, được coi là một trong những chặng bơi trên biển đầy thử thách nhất, trong 5 giờ 13 phút.[10]
- 2010: Bơi 1,8 km trong 33 phút ở Bắc Băng Dương, trở thành vận động viên bơi lội thứ hai và trẻ nhất trên thế giới bơi trong 4 đại dương.[11]

Thành tích quốc gia
- 2004: Bơi 36 km từ Dharamtal đến Cổng Ấn Độ, Ấn Độ Dương trong 9 giờ 30 phút.[12]
- 2008: Cùng với mẹ Leena Sharma và người bạn Priyanka Gehlot thiết lập kỷ lục khi bơi 72 km trong 16 giờ 58 phút từ Dharamtal đến Cổng Ấn Độ, Mumbai và quay trở lại địa điểm xuất phát.[13]

## Kỷ lục gần đây
Vào ngày 10 tháng 1 năm 2015, Sharma trở thành người trẻ nhất thế giới và là cô gái châu Á đầu tiên bơi trong nước đóng băng ở Nam Cực với khoảng cách là 2,25 km, phá vỡ kỷ lục của nhà vô địch bơi lội ngoài trời của Anh Lewis Pugh và vận động viên bơi lội người Mỹ Lynne Cox thiết lập trước đó. Sharma bơi trong thời gian 41,14 phút, bao gồm 2,25 km vùng nước đóng băng ở Nam Cực trong nhiệt độ là một độ C. Kỷ lục được thực hiện dưới sự tài trợ của Hindustan Zinc Limited.